# Discocactus
Ne doit pas être confondu avec Disocactus.
Genre
Classification phylogénétique

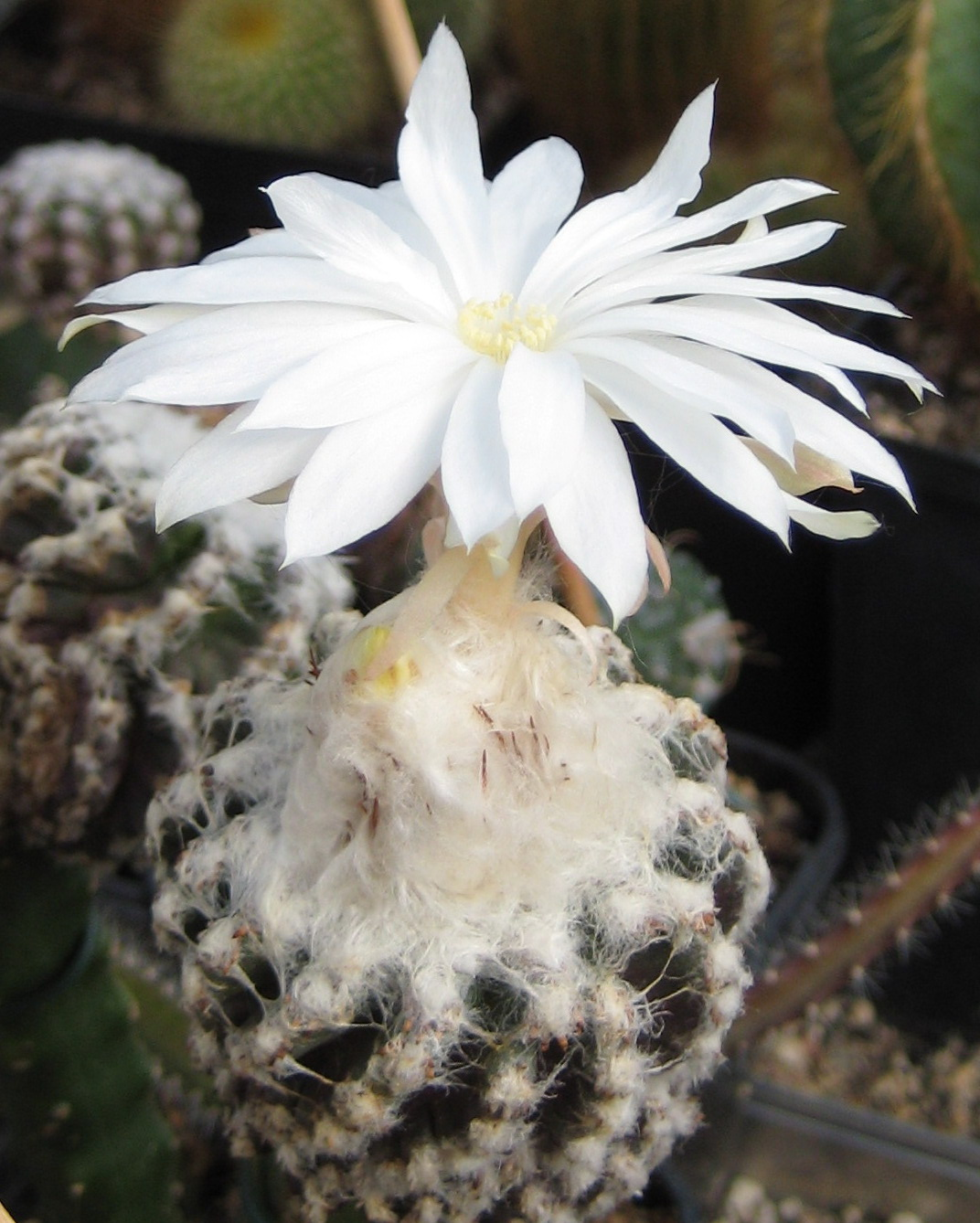
Discocactus horstii.

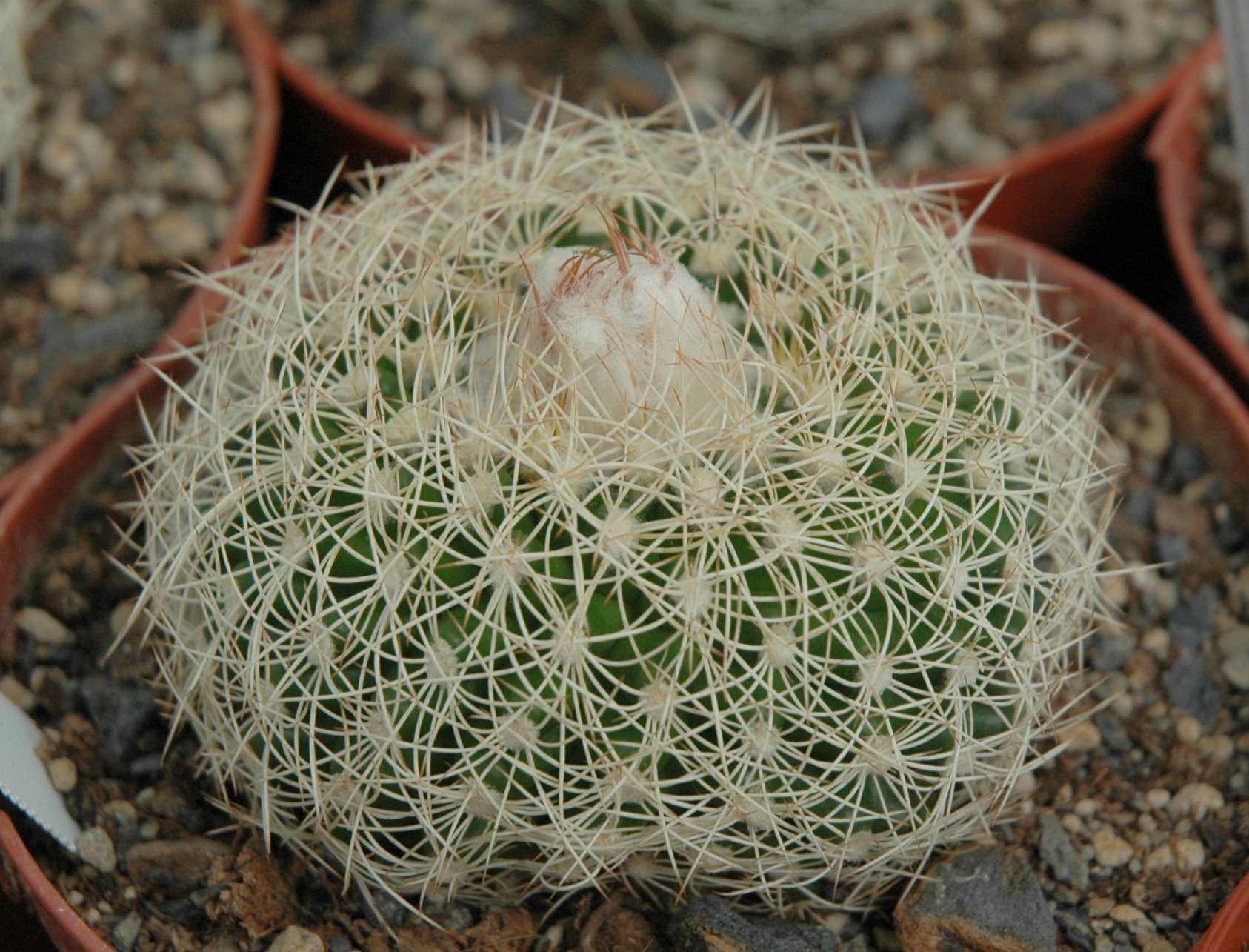
Discocactus zehntneri.

Discocactus est un genre de plantes à fleurs de la famille des cactus. Il ne faut pas le confondre avec Disocactus qui est un genre différent.
Le nom du genre vient du grec ancien "diskos" (=disque) en raison de sa forme.
Le genre est originaire d'Amérique du Sud, du sud du Brésil, de l'est de la Bolivie et du nord du Paraguay. Il est menacé dans son habitat naturel.

## Description
Les espèces du genre sont de forme sphérique un peu aplatie. Les aréoles portent de fortes épines.
Au sommet des sujets adultes, apparaît un cephalium laineux de couleur blanche jaunâtre ou grisâtre. C'est sur les côtés du cephalium qu'apparaissent les fleurs de couleur blanche nocturnes.
Les fruits sont allongés de couleur rose ou rouge. Ils contiennent des graines noires.

## Liste des espèces
- Discocactus albispinus
- Discocactus bahiensis
- Discocactus catingicola
- Discocactus ferricola
- Discocactus heptacanthus
- Discocactus horstii
- Discocactus placentiformis
- Discocactus pseudoinsignis
- Discocactus woutersianus
- Discocactus zehntneri